# 尼相·依不拉音
尼相·依不拉音（Nishan Ibrahim，1954年12月—），新疆伊宁人，维吾尔族，中华人民共和国政治人物、第十二届全国人民代表大会新疆地区代表。
毕业于中国社会科学院研究生院商业经济专业。1980年6月加入中国共产党。2013年，担任全国人大代表。2012年1月，任新疆維吾爾自治區人民檢察院檢察長。2018年1月，不再擔任自治區人民檢察院檢察長職務。